# Edmund Beaufort (morto em 1471)
Edmund Beaufort (c. 1438 – 6 de maio de 1471), foi um nobre inglês e comandante militar durante a Guerra das Rosas, onde apoiou o rei Henrique VI
Edmund Beaufort, nascido por volta de 1438, era o segundo filho de Edmund Beaufort, 2º Duque de Somerset com sua mulher Eleanor de Beauchamp,  filha de Richard Beauchamp, 13º Conde de Warwick e viúva de Thomas de Roos, 14º Barão Roos de Hamlake.
Seu irmão mais velho era Henry Beaufort, 3º duque de Somerset (26 de janeiro de 1436 – 15 de maio de 1464).
Depois do fracasso dos Lancastres em 1461, Edmund foi criado na França com seu irmão mais novo.